# Hunrodeiche

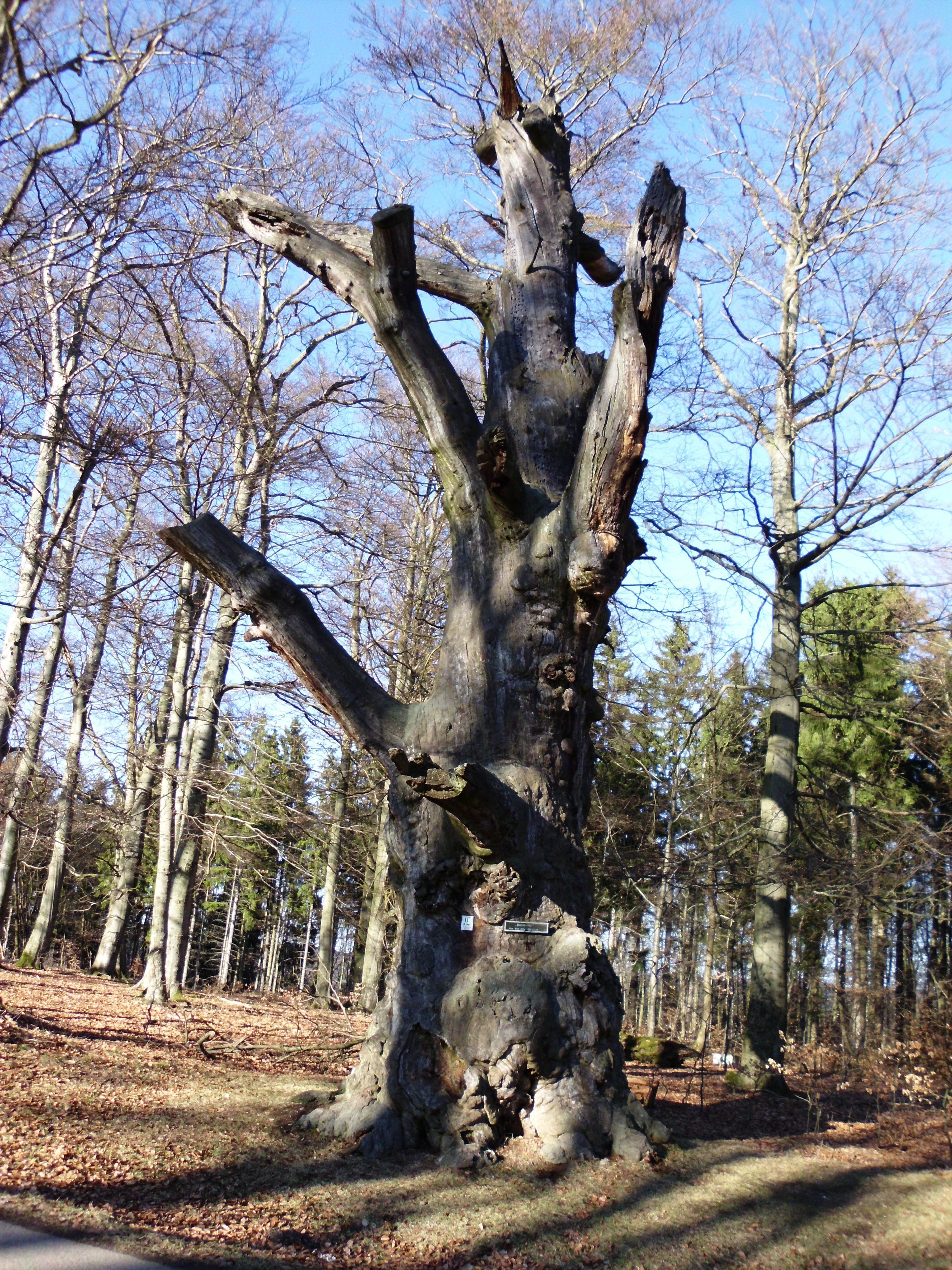
Hunrodeiche

Die Hunrodeiche, selten auch Hunrodseiche genannt, im Harz ist eine über 1000 Jahre alte Eiche bei Hainfeld im Landkreis Mansfeld-Südharz in Sachsen-Anhalt.

## Geographische Lage
Die Hunrodeiche befindet sich im Unterharz im Naturpark Harz/Sachsen-Anhalt. Im Biosphärenreservat Karstlandschaft Südharz steht sie direkt östlich von Hainfeld, einem Ortsteil der Stadt Südharz, am Waldrand der Hochfläche Hainfeld auf etwa 461 m ü. NHN an der Silberbachstraße (Hainfeld–Stolberg); der Silberbach entspringt als Thyra-Zufluss wenige Hundert Meter südöstlich der Eiche.

## Beschreibung
Die Hunrodeiche ist als Naturdenkmal (ND) ausgewiesen. Um den mächtigen knorrigen Stamm umfassen zu können, benötigt man etwa sechs Erwachsene. Bis etwa zum Jahr 2000 trug der Baum noch zahlreiche grüne Triebe; heute künden nur noch der Stamm und einige teils mächtige, zumeist abgeschnittene Äste vom langen Leben der Eiche. Der Brusthöhenumfang beträgt 6,65 m (2015). Im November 2015 wurde in 20 Meter Entfernung eine neue Traubeneiche gepflanzt.

## Wandern
Die Hunrodeiche war bis 2016 als Nr. 216 in das System der Stempelstellen der Harzer Wandernadel einbezogen.